# Histoire du lesbianisme en Argentine
 (juin 2025).

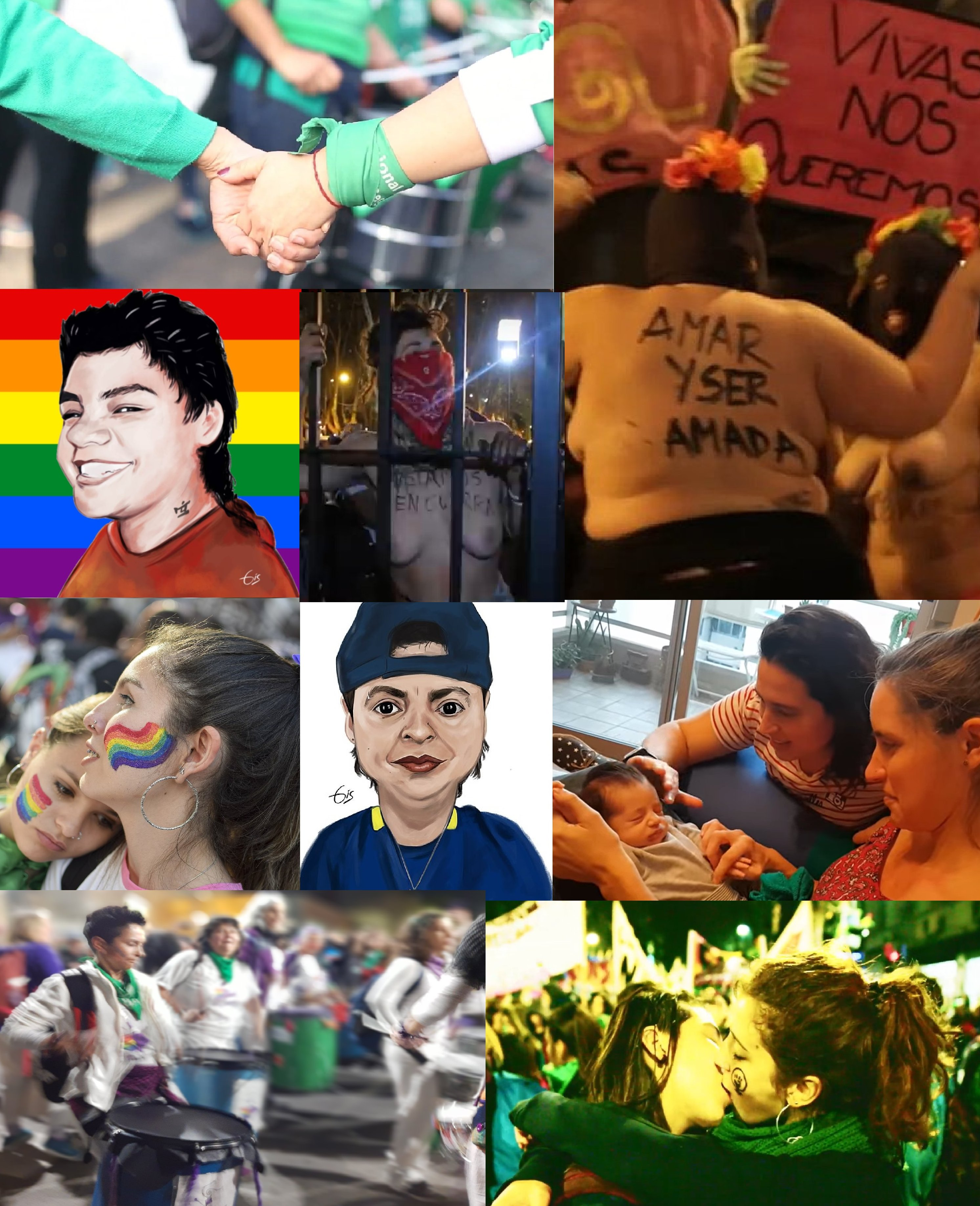
Collage lesbien. 1) Mains jointes lors d'une marche féministe #NiUnaMenos ; 2) Rencontre nationale des femmes à Mar del Plata, 2015 ; 3) Natalia « Pepa » Gaitán, dessin de Gisela Curioni ; 4) Rencontre nationale des femmes à Mar del Plata, 2015 ; 5) Marche de la fierté LGBTIQ, 2018 ; 6) Higui, dessin de Gisela Curioni ; 6) Mères en couple ; 7) Percussionnistes à la Rencontre Nationale des Femmes à La Plata, 2019 ; 8) Baiser lors d'une marche féministe.

L'histoire du lesbianisme en Argentine fait référence aux pratiques et à l’activisme lesbiens qui se sont développés historiquement dans le territoire actuel de l'Argentine pour obtenir une visibilité et défendre les droits des lesbiennes en tant que femmes et en tant que minorité sexuelle. Les peuples présents sur le territoire avant la colonisation européenne avaient des façons diverses d’aborder les orientations sexuelles et les identités de genre des personnes, admettant dans de nombreux cas les sexualités lesbiennes et non hétéronormatives. Durant la conquête et la colonisation, l'Empire espagnol a imposé un régime de répression violente des comportements non hétéronormatifs, y compris le lesbianisme. Après l’indépendance en 1810-1816, la situation des femmes lesbiennes a suivi la tendance de répression morale, médicale et psychiatrique des sexualités LGBT qui caractérisait la culture occidentale en général. En 1972, le Groupe Safo (es), première organisation lesbienne en Argentine, a été fondé. Les premières organisations ont été touchées par la période de dictature de 1976 à 1983. Avec le rétablissement de la démocratie en 1983, une importance mobilisation a commencé, qui a permis d’obtenir des avancées notables. C'est le cas d'initiatives telles que Cuadernos de Existencia Lesbiana, Grupo Autogestivo de Lesbianas, Amenaza Lésbica, Arpías, Asamblea Lésbica Permanente, Baruyeras, Cero en Conducta, Colectiva Lésbica Las Violetas, Contextuadas, Cruzadas, Enjambradas, Escrita en el Cuerpo, Frente de Lesbianas de Buenos Aires, Fugitivas en el Desierto, Grupo de Jóvenes Gays y Lesbianas, Grupo Lola Mora, Integración Lésbica, La Casa del Encuentro, La Fulana, La Revuelta, La Sublevada de Nuevo Encuentro, Las Desobedientes, Las Lunas y Las Otras, Las Safinas, Lesbianas a la Vista, Lesbianas Feministas Autoconvocadas, Lesbianas y Feministas por la Descriminalización del Aborto, Lesbianbanda, Les Madres, Madres Lesbianas Feministas Autónomas, Malas como las Arañas, Murga la Gran Puta, Musas de Papel, Potencia Tortillera, Primorosa Preciosura, Tortas del Barrio, Tortas en la Calle, Tortas Peronistas, Ultravioletas, , entre autres. Dès les années 2000, des progrès ont été réalisés dans la lutte contre la lesbophobie et des conquêtes ont eu lieu, telles que la loi sur l’égalité du mariage (2010), la loi sur l’identité de genre (2012) et la loi sur le droit à l’avortement (2021). Depuis 2014, le 7 mars est déclaré Journée de la visibilité lesbienne en commémoration du féminicide lesbophobe de Natalia Gaitán.

## Peuples autochtones
Les peuples qui habitaient le territoire argentin actuel avant la colonisation avaient des manières diverses d'aborder les orientations sexuelles et les identités de genre des personnes, caractérisées principalement par une vision non binaire de la sexualité et l'absence de sanctions répressives pour les comportements sexuels. Une fois conquis et colonisés par les empires européens, ces peuples ont adopté les valeurs et normes de sexe et de genre binaires et hétéronormatives caractéristiques du christianisme,,.
La culture mapuche, toujours présente, n'a jamais été soumise par l'Empire espagnol et a conservé son indépendance et son propre territoire en Patagonie et dans la pampa jusqu'à la fin du XIXe siècle, étant à partir de ce moment profondément affecté par les processus d'acculturation. Le peuple Mapuche n'avait pas de notions de genre et de sexe, du moins avec l'importance qui leur était accordée dans la culture européenne. Un rôle social valorisé était appelé weye, et désignait des personnes qui n'étaient considérées ni comme des hommes ni comme des femmes, et qui se déplaçaient de manière complexe entre différents états combinant des caractéristiques performatives, sexuelles, d'âge et d'heure de la journée,. Leurs pratiques sexuelles admettaient une grande diversité et n’établissaient pas de lien déterministe avec l’anatomie,. Il existe des preuves de l'existence d'hommes homosexuels qui sont restés célibataires et ont été acceptés comme tels par toute la communauté, et pouvaient même occuper la position de machi, étant reconnus comme une personne avec « deux âmes », mais il n'existe aucune trace de relations sexuelles entre femmes.
La culture guarani, concentrée dans une zone actuellement comprise dans la région nord-est de l'Argentine, le Paraguay et le sud du Brésil, avait également un certain degré d'acceptation envers les personnes qui avaient des relations sexuelles avec des personnes du même sexe. Le chroniqueur portugais du XVIe siècle Pedro de Magalhães Gandavo, a rapporté l'existence parmi les peuples indigènes du Brésil de ce qu'il appelait les « Indiennes-mâles » ou les « femmes-mâles ».
Les cultures andines, comme celle des Incas, région à laquelle appartient le nord-ouest de l'Argentine, valorisaient les relations sexuelles entre personnes du même sexe et l'utilisation de vêtements caractéristiques des autres genres, leur attribuant une valeur sacrée et religieuse. Les relations sexuelles entre femmes, pour leur part, étaient courantes et valorisées, surtout dans la classe supérieure. Dans les régions des Yungas, il existait plusieurs sociétés matriarcales, qui considéraient également comme sacrées les relations sexuelles entre personnes de même sexe et l'utilisation de vêtements correspondant à un autre genre. La langue aymara, quant à elle, avait créé plusieurs termes pour désigner le sexe lesbien.

## Conquête et colonisation espagnoles

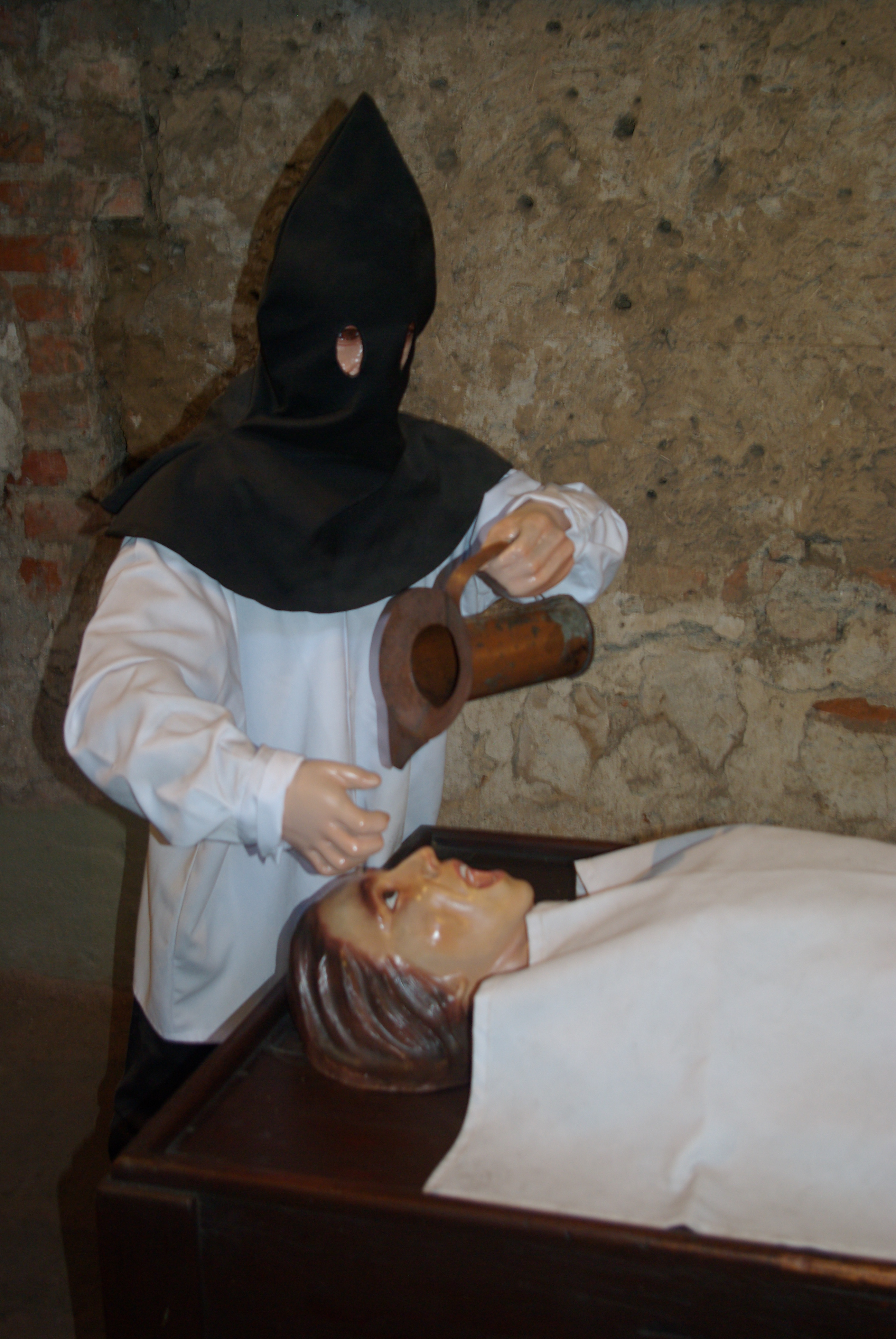
Représentation d'une femme torturée au Musée de l'Inquisition de Lima, où les personnes ayant eu des relations sexuelles avec des personnes du même sexe étaient envoyées pour être jugées pour sodomie.

La conquête européenne de l’Amérique a radicalement et violemment changé la sexualité et les relations de genre de la population américaine. Les conquérants ont imposé un ordre hétéronormatif et patriarcal, promu par l'Église catholique, qui réprimait durement toute déviation de la sexualité reproductive ou contraire à une division rigide de la société en deux genres assignés à la naissance par l'Église,. Dans le même temps, le pouvoir colonial a établi un système de valeurs de mépris et de rejet pour les personnes qui adoptaient des comportements sexuels et de genre non hétérosexuels.
De la colonie proviennent des expressions homophobes espagnoles telles que « marica » et « maricón » pour les comportements masculins qui s'écartaient de ce que l'on attendait d'un homme,, et « marimacho » pour les femmes qui s'écartaient de l'hétérosexualité.
Les conquérants européens ont imposé un type de sexualité strictement basé sur la reproduction, qui réprimait les actes sexuels dont l'objectif était d'obtenir du plaisir, considérés comme des crimes et des péchés de luxure. Dans ce contexte juridico-religieux, tous les régimes coloniaux européens en Amérique ont établi le crime imprécis de sodomie, considéré comme un « crime infâme », contre nature et contraire à Dieu, punissant les coupables par le bûcher,. Malgré son contenu indéterminé, le crime de sodomie était principalement orienté vers les relations sexuelles entre hommes, en particulier lorsque des relations sexuelles anales étaient impliquées, c'est pourquoi le crime de « sodomie féminine » (sodomia foeminarum) est apparu sous ses propres formes, différenciées par l'Inquisition de la « sodomie parfaite » en raison de l'absence de pénis.
Au cours de la conquête espagnole, les conquistadors et les chroniqueurs européens ont fréquemment rapporté que les peuples autochtones avaient l'habitude d'avoir des relations sexuelles entre hommes ou entre femmes, et ont présenté ce fait comme une preuve de la sauvagerie indigène et de leur éloignement du dieu chrétien. La soi-disant « sodomie » était considérée comme l’une des justes causes qui ont permis aux conquérants espagnols de déclarer la « guerre » à la population indigène.
Les archives spécifiques sur les pratiques érotiques des femmes sont extrêmement rares, un fait qui a été attribué à l'invisibilisation des femmes mais aussi au développement de la clandestinité de ces pratiques. Peu avant l'indépendance, le vice-roi du Río de la Plata a dû intervenir dans une annulation de mariage parce que le prétendu mari était en réalité une femme, María Leocadia de Ita, une ancienne religieuse qui avait toujours montré une préférence sexuelle pour les autres femmes, raison pour laquelle son confesseur lui aurait recommandé de s'habiller et d'adopter l'identité d'un homme.

## Indépendance

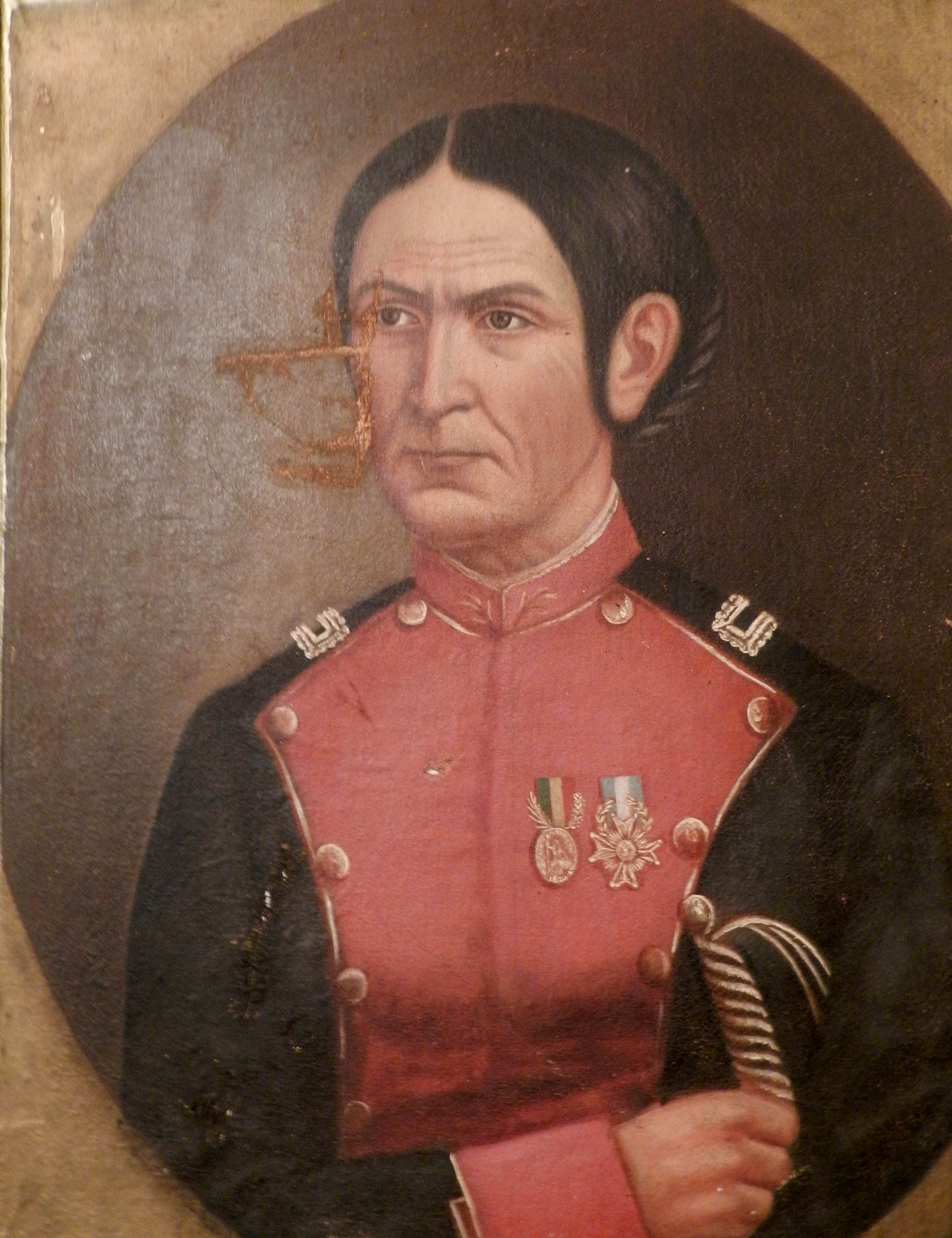
Juana Azurduy, soldate avec le grade de colonelle dans l'armée patriotique pendant la guerre d'indépendance, est prise comme modèle par le mouvement lesbien et féministe.

Après l'Indépendance (1810-1816), l'ordre occidental hétéronormatif et patriarcal fut maintenu, avec une action répressive envers toute diversité sexuelle et de genre, mais atténué lorsque l'Assemblée de l'An XIII abolit l'Inquisition. Il existe un large consensus sur le fait que l’histoire de l’Argentine – comme celle d’autres pays – a été écrite par des hommes, rendant le rôle joué par les femmes invisible,. Avec l’émergence des historiennes féministes, l’étude des femmes qui ont influencé l’histoire s’est approfondie ces dernières années. Bien qu'il ne soit pas possible de savoir quelle était l'orientation sexuelle des personnages historiques du début du XIXe siècle ,, le mouvement lesbien tend à revendiquer un grand nombre de femmes patriotes qui, pendant la guerre d'indépendance, ont assumé des rôles, des vêtements et des comportements considérés comme « masculins », combattant généralement comme soldats ou espions, parfois même appelées machonas (« butch »), varoniles (« viriles ») ou amazonas « Amazones », comme Juana Azurduy et María Remedios del Valle (es), parmi de nombreuses autres femmes négligées par l'historiographie masculine,,.
Le crime de sodomie a continué d'exister jusqu'à ce qu'il soit retiré du Code pénal en 1886, mais avec un contenu confus et indéfini, pour punir le viol des hommes.
Depuis lors, aucune loi nationale réprimant tout type de pratique ou d'orientation sexuelle, ou d'identité de genre, n'a été promulguée. Toutefois, les diversités sexuelle et de genre ont été réprimées au moyen de réglementations policières, provinciales, administratives et militaires - pour les membres de l'armée. Aucune loi pénale n’interdisait les actes sexuels entre femmes, mais leur pratique était réprimée par la religion, la morale dominante, les lois civiles sur le mariage et l’adoption, et les normes médico-psychiatriques apparues dans la seconde moitié du XIXe siècle, qui ont pathologisé l'homosexualité et le travestissement pendant presque tout le XXe siècle.

## Le tabou du lesbianisme

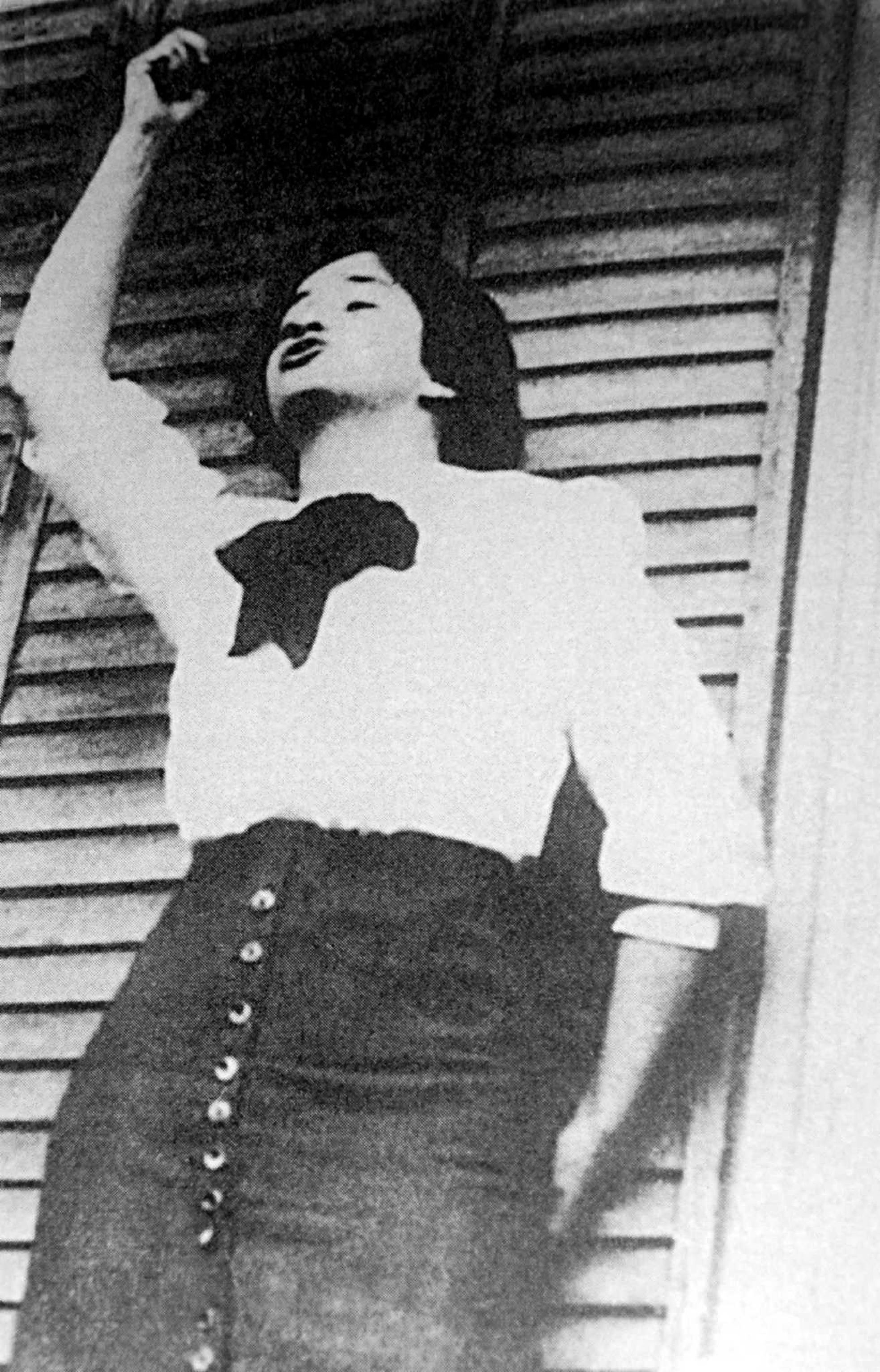
Salvadora Medina Onrubia, féministe, anarchiste et bisexuelle, a publié en 1926 sa nouvelle El quinto, première œuvre littéraire lesbienne argentine.

Le XXe siècle a été caractérisé par la généralisation sociale de l'homophobie, de la lesbophobie, de la transphobie et de la biphobie, au point que la « science » (médecine, psychiatrie et psychologie) a considéré l'homosexualité et la transidentité comme des maladies. Comme jamais auparavant, les mécanismes du pouvoir politique et culturel se sont répandus « dans tout le corps social » pour réguler et normaliser la sexualité des personnes, établissant la dichotomie hétérosexualité/homosexualité, dans laquelle la première agissait comme une norme désirable (hétéronormativité) et la seconde comme une anomalie, une perversion et un péché, générant chez les populations concernées des sentiments de culpabilité et de peur,,. À cette situation générale de la sexualité des populations en Occident s'ajoutait en Argentine et en Amérique latine la forte influence du christianisme sur la population, notamment de l'Église catholique et de sa pratique de la confession, menée chaque semaine, qui permettait de contrôler les « péchés de pensée et d'action »,. Enfin, l’Argentine était une société en voie d’urbanisation rapide, dans laquelle « le quartier », ainsi que la famille, commençaient à jouer un rôle direct dans le contrôle de la sexualité des hommes et des femmes. Dans son Histoire de l'homosexualité en Argentine, Osvaldo Bazán a décrit comme « partie de chasse » la situation dans laquelle se trouvaient les personnes ayant des sexualités non hégémoniques pendant la période qui s'étendait de la fin du XIXe siècle à la fin du XXe siècle.
Le mot et la notion moderne d’« homosexualité » sont apparus dans la seconde moitié du XIXe siècle . En 1886, elle fut incluse dans Psychopathia Sexualis (1886), une étude de Richard von Krafft-Ebing, la considérant comme une maladie, un critère qui serait généralement accepté pendant un siècle, jusqu'à la reconnaissance de la diversité sexuelle et des droits LGBT+. C'est pourquoi David Halperin dit dans son livre Sex before sexuality qu'« avant 1892, il n'y avait pas d'homosexualité, mais une inversion sexuelle ». La différence réside dans le fait que, tandis que la catégorie d’« homosexualité » est construite à partir du désir sexuel, la catégorie d’« inversion sexuelle » est construite à partir du rejet (inversion) de l’orientation sexuelle bipolaire assignée à chaque sexe. « Dès la fin du XIXe siècle, le discours médico-légal va retracer les formes psychiques et somatiques de ce qu'on appellera « l'inversion féminine » ».
L’impact sur l’homosexualité masculine était très différent de l’impact sur l’homosexualité féminine. « On peut dire que si l'histoire de l'homosexualité masculine au cours du XXe siècle est celle de sa persécution et de son secret, l'histoire du lesbianisme est celle de son invisibilité et de son effet de « non-existence »... Si les homosexuels ont subi des persécutions policières jusque dans les années 1980, les lesbiennes ont subi la violence symbolique de « ne pas exister » socialement. Parmi les orientations affectives et sexuelles, le lesbianisme a acquis le statut de tabou, quelque chose dont on ne parlait pas et dont on ne parlait pas : un tabou parmi les tabous.
Depuis la fin du XIXe siècle, l'élite argentine connue sous le nom de Génération de 1980 a eu recours aux notions d'homosexualité et de travestissement comme outils pour définir et réguler par opposition les nouvelles notions de nationalité, de classe sociale, de sexualité et de genre des femmes et des hommes qui constitueraient la « nouvelle race argentine » qui allait résulter de la grande vague d'immigration qui s'est étendue jusqu'au milieu du XXe siècle . Les termes les plus couramment utilisés étaient maricas (« pédés ») et invertidos (« invertis »). 
En 1898, l'écrivain argentin d'origine guatémaltèque Enrique Gómez Carrillo a inclus pour la première fois des thèmes lesbiens dans la littérature argentine dans sa nouvelle Marta et Hortensia, qui raconte l'histoire d'un homme dont la femme le trompe avec une autre femme. L'histoire se termine en disant que le mari trompé ne les a pas tuées « parce qu'[il n'a] jamais été capable de tuer deux femmes ».
En 1905, le pédagogue Víctor Mercante publia une étude intitulée « Fétichisme [sic] et uranisme féminin dans les internats scolaires », dans laquelle il rapportait que les relations lesbiennes étaient très répandues parmi les jeunes étudiantes, lettres entre elles à l'appui.
Juan José Sebrelli souligne que dans les années 1910, Pepa Avellaneda (es), la première chanteuse de tango, habillée en homme, a affiché publiquement son lesbianisme et a disputé à Carlos Gardel l'amour de Madame Jeanne, tenancière d'une maison close.
Alors que la répression de l’homosexualité masculine, du travestisme et de la transidentité était menée ouvertement, en recourant à l’humiliation publique, à la violence et à la peur,  la répression de l’homosexualité féminine restait discrète. Le chercheur Jorge Luis Peralta affirme que les femmes qui ont des relations érotiques avec d’autres femmes souffrent d’une double exclusion – en tant que femmes et en tant que « lesbiennes », ce qui explique pourquoi les espaces homoérotiques « féminins » avaient tendance à être de nature privée ou domestique. La femme devait être mère et rester asexuée, ou bien être une prostituée ou une « femme facile » pour le plaisir sexuel des hommes,. Dans ce paradigme, le lesbianisme était perçu comme une menace pour les choix reproductifs et érotiques des hommes. En 1938, le médecin légiste de Rosario, Raimundo Bosch, publia dans le Journal de l'Association médicale argentine un article intitulé « Tribadisme et mariage » à propos d'une femme qui avait tenté de se suicider après avoir été forcée par sa famille à rompre la relation amoureuse qu'elle entretenait avec une autre femme et de se marier. À titre exceptionnel, il y avait une tendance à célébrer discrètement les actes lesbiens lorsqu’ils étaient exécutés comme une exhibition devant un homme ou un groupe d’hommes.

## Sources